# Храм Діоскурів
Храм Діоскурів, Храм Кастора і Поллукса (лат. Aedes Castoris) — один з найстаріших храмів на Римському форумі. Храм був присвячений близнюкам Кастору і Поллуксу, синам Юпітера.

## Історія
Був побудований близько 495 до н. е. за замовленням сина диктатора Авла Постумія з нагоди перемоги над Тарквінієм на озері Регіл в Лаціо (499 до н. е.). Діоскури нібито допомогли здобути перемогу і принесли цю новину в Рим. Усі джерела свідчать, що днем освячення храму було 27 січня, Тит Лівій вказує 15 липня — день огляду вершників.
В храмі часто проводив свої засідання римський сенат. Близько 117 до н. е. храм був оновлений Луцієм Цецилієм Метеллом Далматиком після його перемоги над далматинами. Гай Ліциній Веррес знову відновив храм у 73 до н. е.
У 14 до н. е. пожежа, яка зруйнувала основні частини форуму, зруйнувала і храм. У I столітті за наказом Тиберія храм знову відремонтували й у 6 році н. е. освятили від імені самого Тиберія та його брата Друза.
Калігула храм в свій палац і влаштував вхід в останній між двома статуями, так що Діоскури стали його воротарями. Клавдій знищив цю споруду. Відновлення храму приписується Доміціану. Тоді він отримав назву Храм Кастора і Мінерви (Templum Castoris et Minervae). У храмі зберігалися стандарти мір і ваг, а кілька приміщень в подіумі, в просторах між колонами, закритих металевими дверима, служили сховищем імператорського фіску і майна приватних осіб. Зберігався до середини IV ст. н. е.

## Розташування
Храм знаходився в південно-східному кутку Римського форуму, який стояв між Етруською вулицею і фонтаном Ютурни.

## Опис
Складався в три ряди по чотири колони перед целлой і целла, обрамлена бічними приміщеннями. Данські археологи вважають, що храм мав три целли, але більш імовірно, що це були бічні колонади або крила, причому другий варіант найімовірніший. У фундаменті, що належить до реконструкції 117 до н. е., виявлено найраніший бетон.
Сходи, що вели до храму республіканських часів, утворювали ростри з маленькими сходами, що спускаються вниз з обох кінців платформи, витягнутої вздовж фасаду храму на середині висоти сходів.
Храм, перебудований за перших імператорів, був періптерічним октастилем з коринфським ордером і мав по 11 колон з довгих сторін і подвійні рядки колон з боків порівняно неглибокого пронаоса. Подіум дуже високий, основа храму майже на 7 м вище рівня Священної дороги. Пронаос завглибшки 9,9 м і завширшки 15,8 м; целла завглибшки 19,7 м і завширшки 16 м; вся будівля має приблизно 50 м завдовжки і 20 м завширшки. Бетонний подіум містить в собі залишки попередніх фаз, включені в туфові стіни, від яких відходять контрфорси, утворюючи камери (loculi) для зберігання цінностей. Опори колон побудовані з травертину, а не з туфу. З пронаоса 11 сходинок ведуть вниз на ростри перед фасадом храму, розташовані на висоті 3,66 м над рівнем вулиці. Ростри мали поруччя і могли вмістити досить багато людей. Від надбудови до XV ст. залишилися 3 колони зі східного боку, бо територія поруч з ними називалася «Три Колони» (Tre Colonne). Вони виготовлені з білого мармуру, заввишки 12,5 м, і мають антаблемент з простим фризом і розкішним карнизом з модільонамі. Капітелі колон відрізняються особливою пишнотою.

## Сучасність
Нині збереглися три колони коринфського ордера (15 м заввишки), так звані «Три сестри». Вівтар та Джерело Ютурни, у якому, за легендою, брати напоїли своїх коней, знаходилися поряд з храмом.

## Галерея

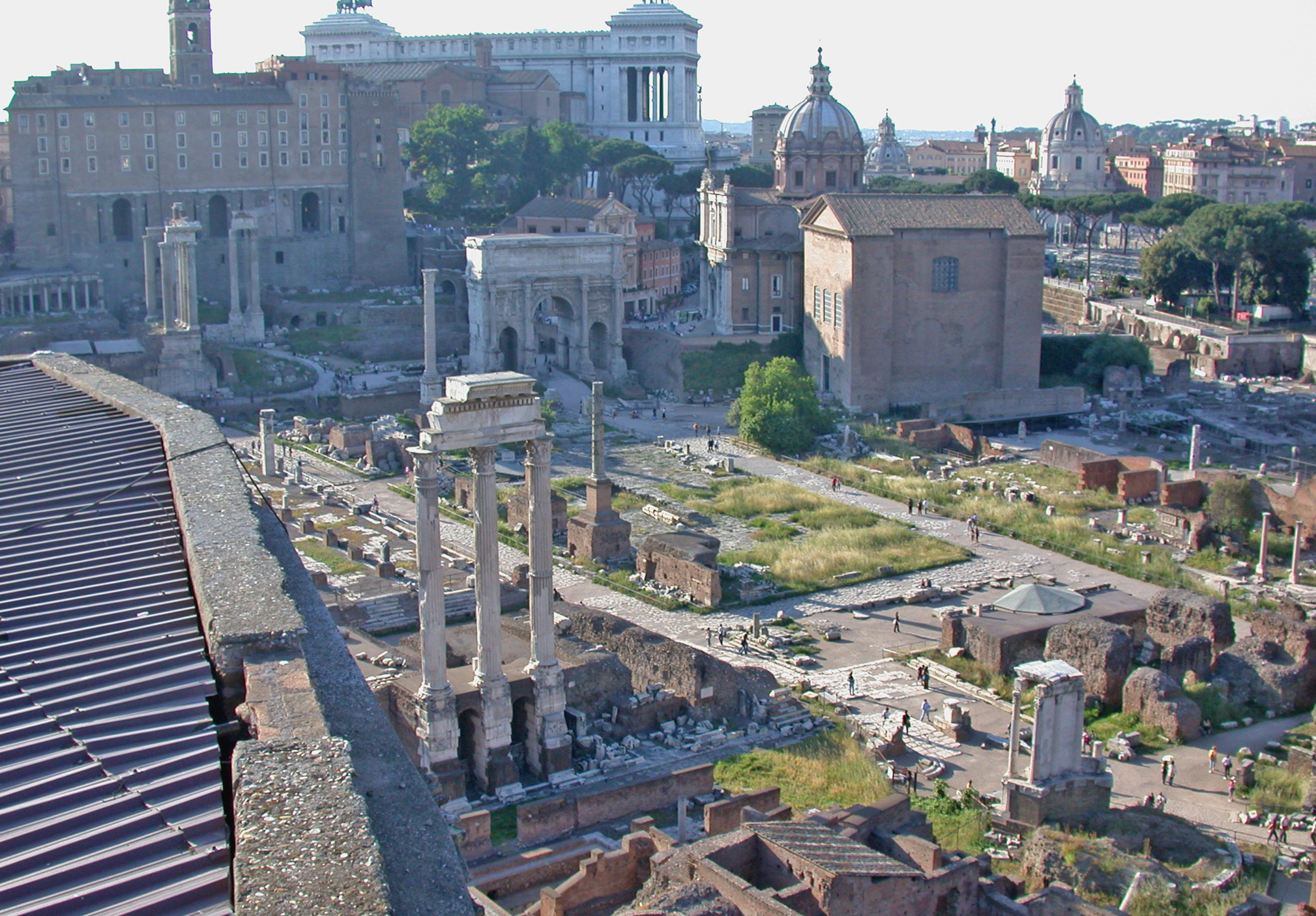
Вид Римського форуму з Палатіну
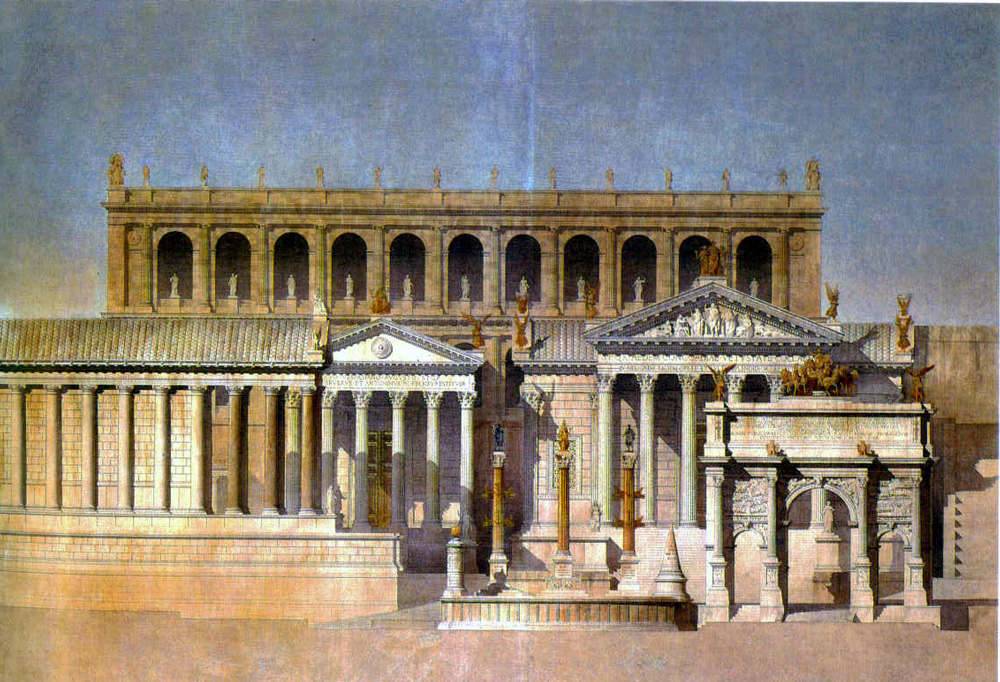
Зображення форуму, 1866
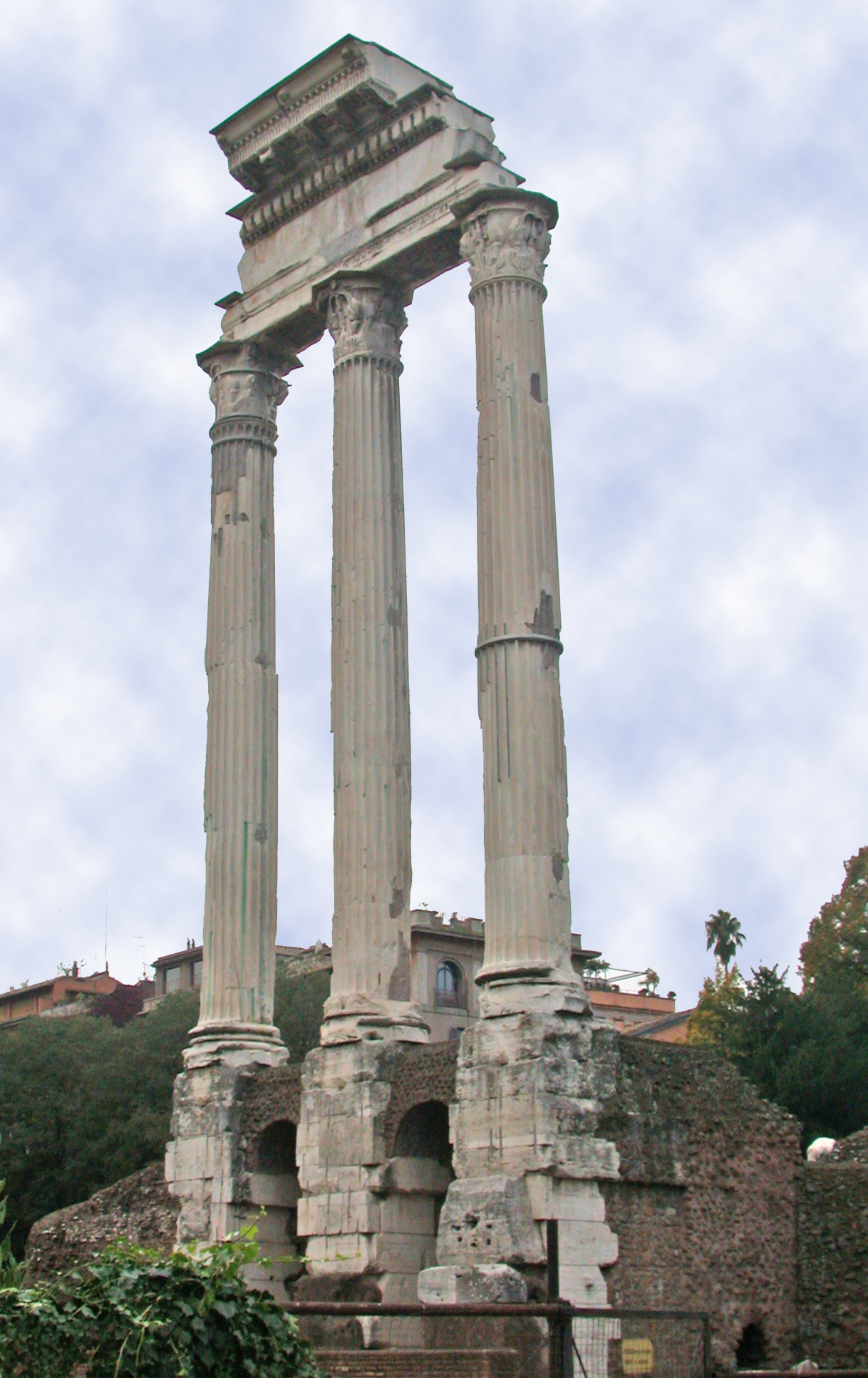
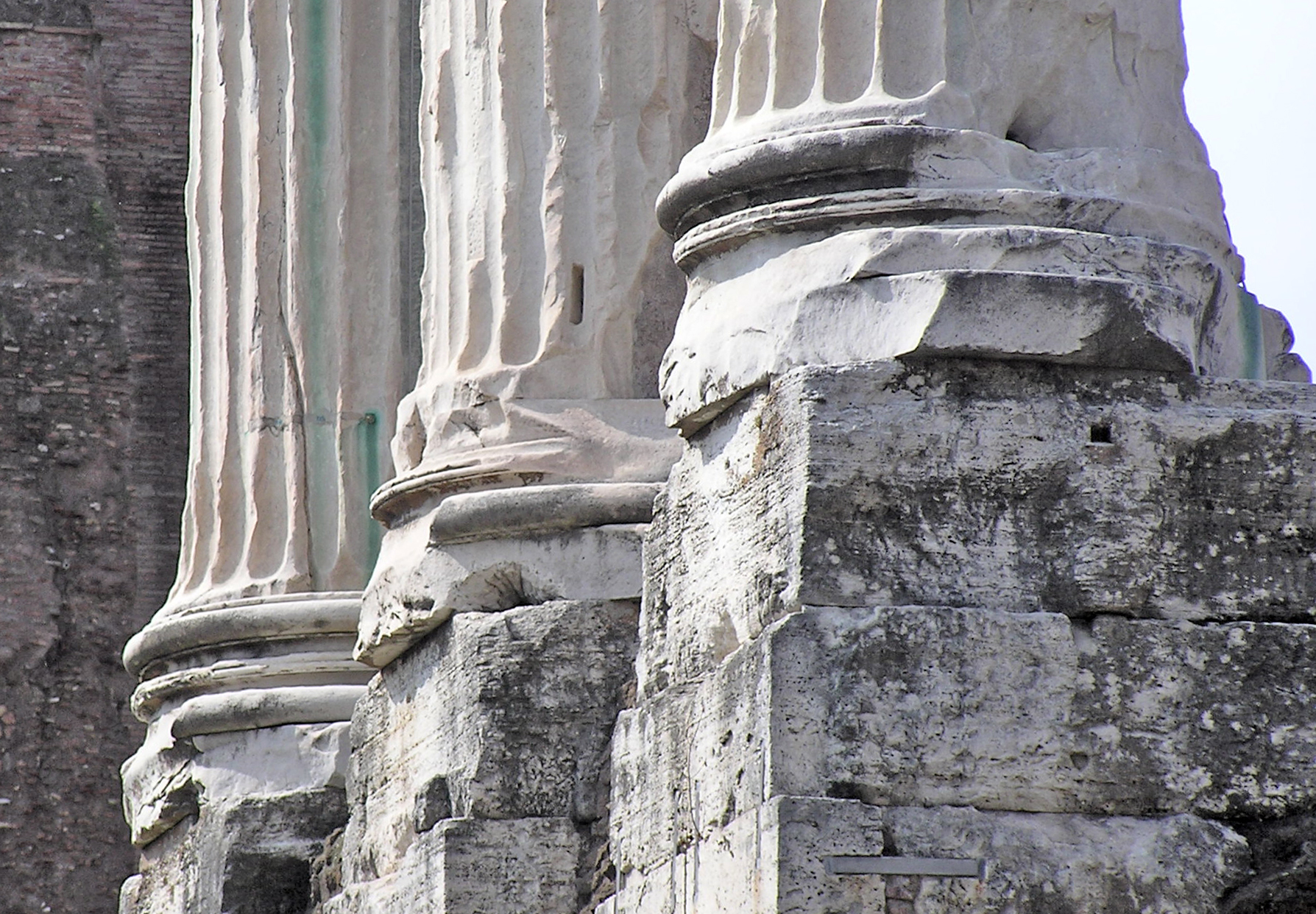
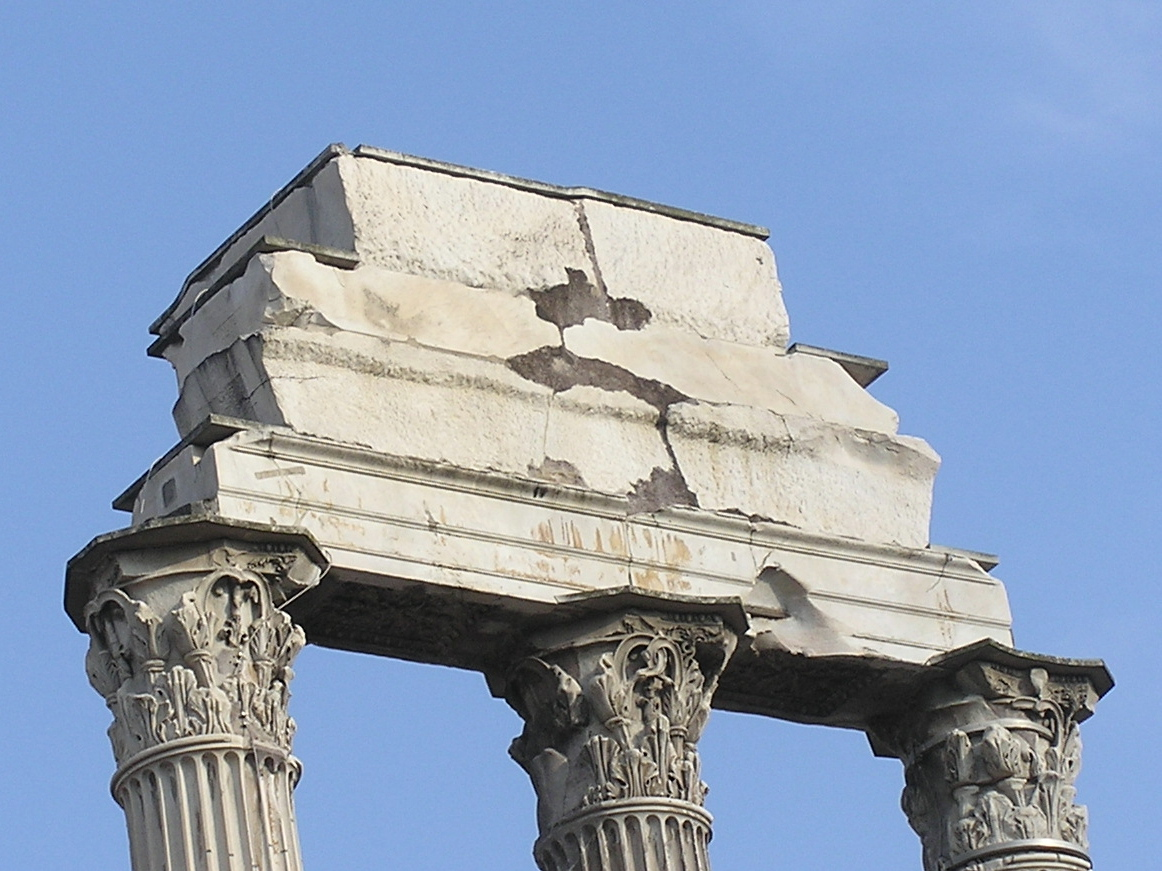
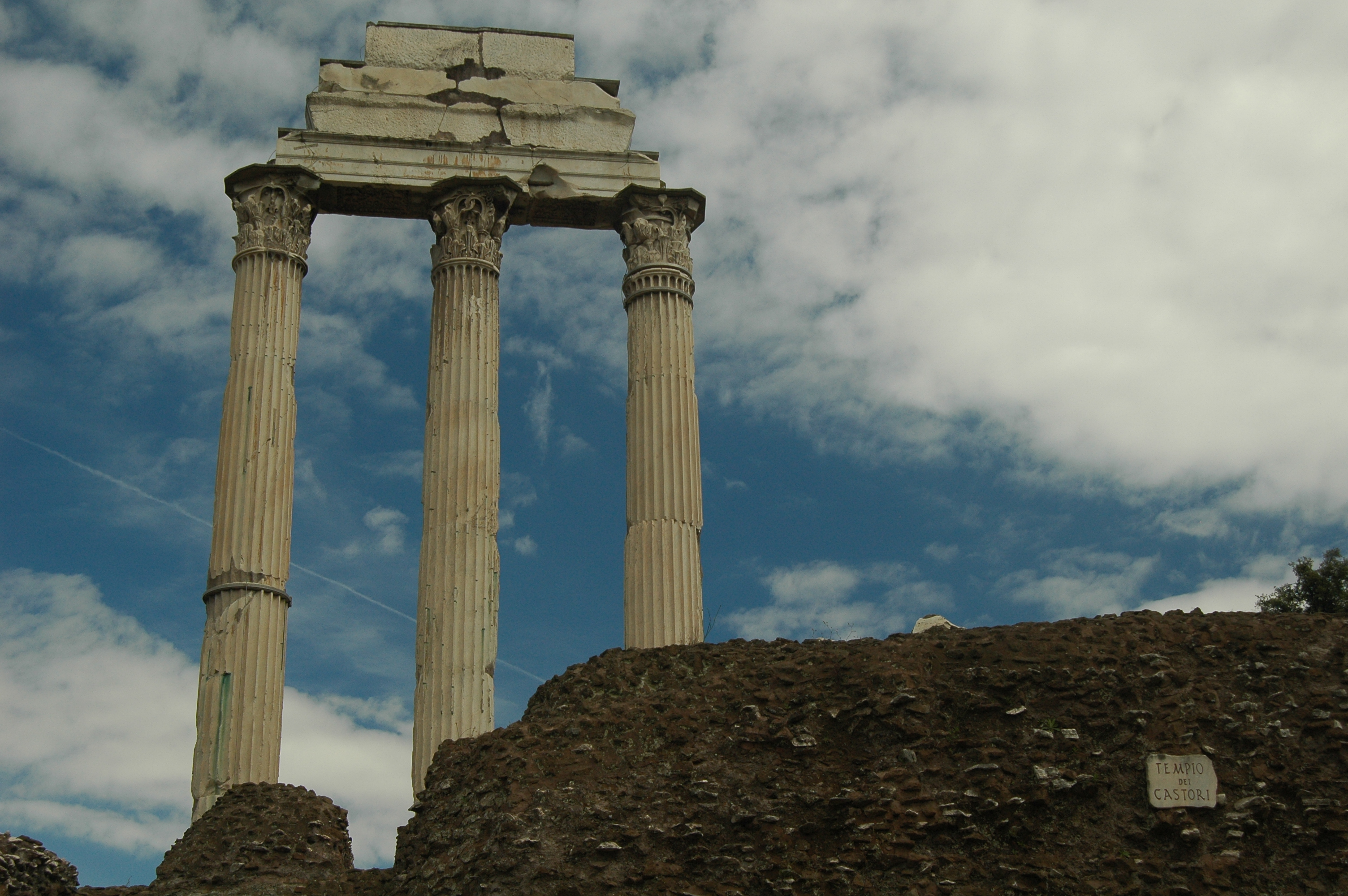
Another view of the three columns of the Temple of Castor and Pollux
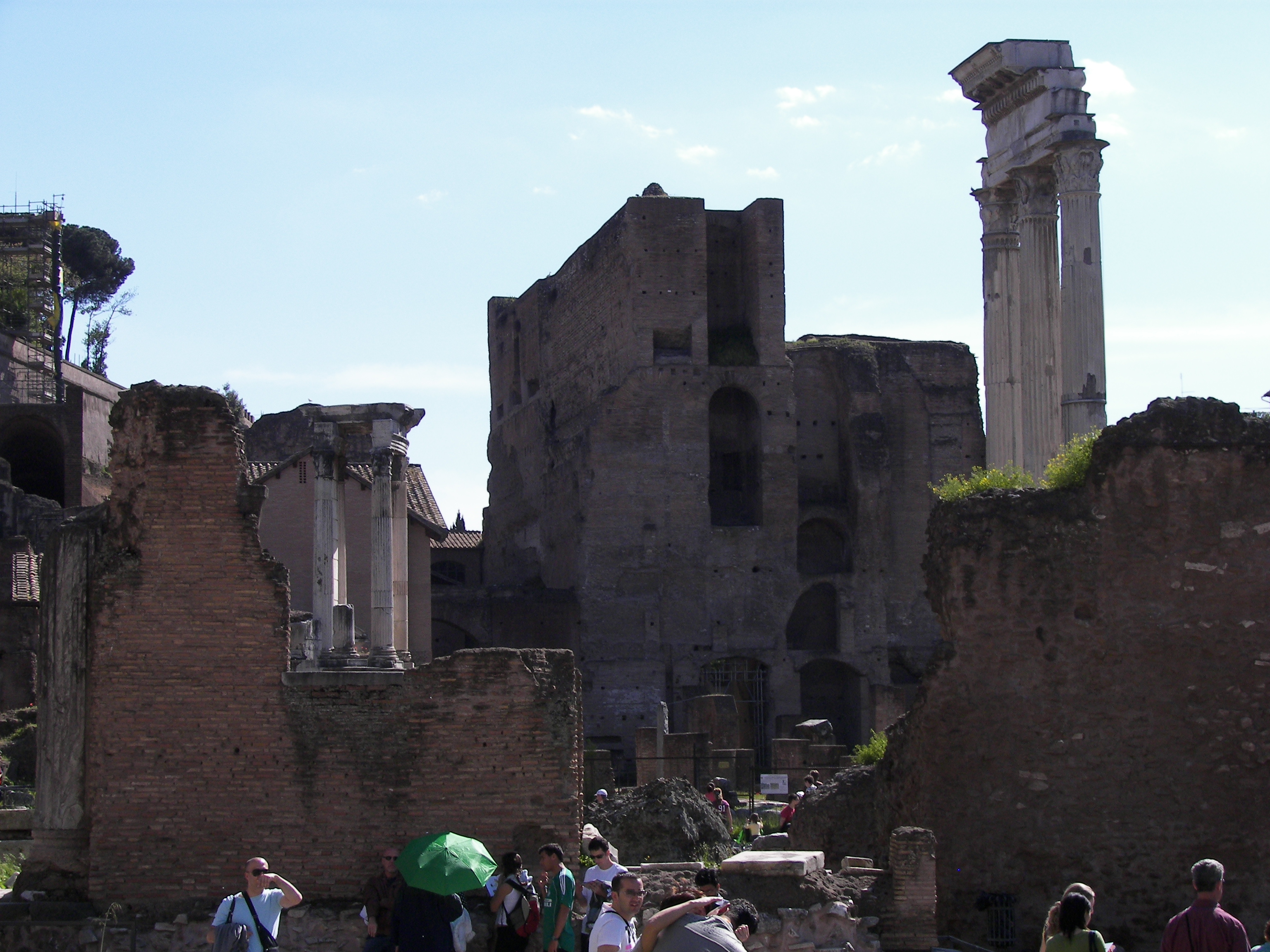
The Temple of Castor and Pollux  (right) with the Temple of Vesta to the left